# ザ・ノーマル
ザ・ノーマル（The Normal）は、ミュート・レコードの創始者であるダニエル・ミラーのソロ・プロジェクト。1978年にシングル「T.V.O.D. / Warm Leatherette」でデビュー。

## ディスコグラフィ

### シングル
- "T.V.O.D. / Warm Leatherette" (1978年、Mute)
- "Live at West Runton Pavilion, 6-3-79" (1980年、Rough Trade) ※Robert Rental & The Normal名義